# Bianca Ryan
Bianca Ryan (Philadelphia (Pennsylvania), 1 september 1994) is een Amerikaanse zangeres.
Ze won op 11-jarige leeftijd het eerste seizoen van de talentenjacht America's Got Talent op de Amerikaanse televisie. Hierin zong ze zo goed dat ze vaak staande ovaties kreeg van publiek en jury. Zangeres en jurylid Brandy noemde het unbelievable.
In december 2006 bracht ze haar eerste single uit in Nederland, de kerstsingle Why couldn't it be Christmas every day?.

## Discografie

### Albums
| Album met eventuele hitnotering(en) in de Nederlandse Album Top 100 | Datum van verschijnen | Datum van binnenkomst | Hoogste positie | Aantal weken | Opmerkingen |
| ------------------------------------------------------------------- | --------------------- | --------------------- | --------------- | ------------ | ----------- |
| Bianca Ryan                                                         | 14-11-2006            | 02-01-2021            | 81              | 1            |             |

### Singles
| Single met eventuele hitnotering(en) in de Nederlandse Top 40 | Datum van verschijnen | Datum van binnenkomst | Hoogste positie | Aantal weken | Opmerkingen                 |
| ------------------------------------------------------------- | --------------------- | --------------------- | --------------- | ------------ | --------------------------- |
| Why Couldn't It Be Christmas Every Day?                       | 2006                  | 23-12-2006            | 15              | 3            | Nr. 32 in de Single Top 100 |